# تسلق الجليد

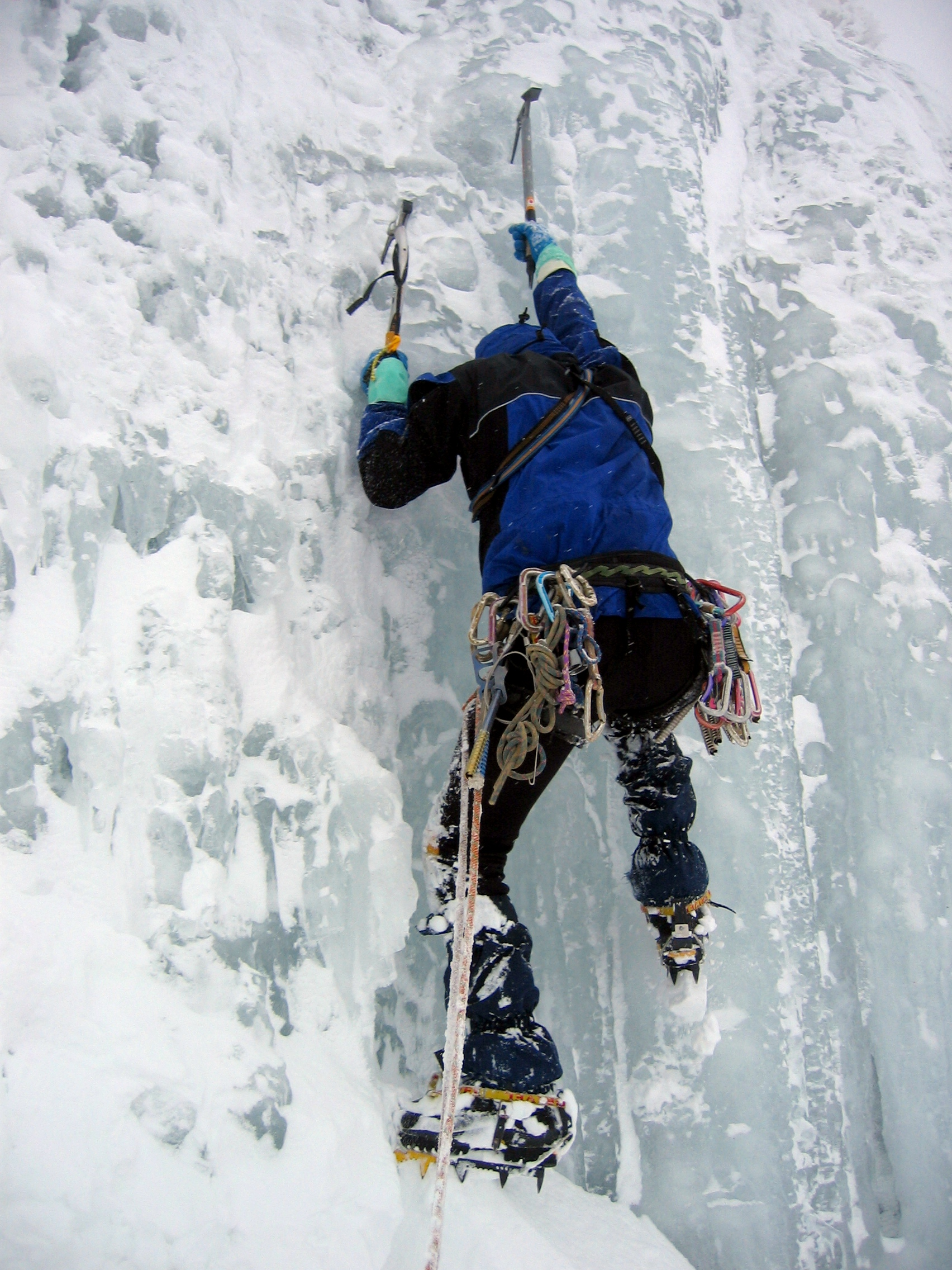
تسلق الجليد

تسلق الجليد هو نشاط يحاول فيه المتسلق تسلق منحدرات مصنوعة من الجليد.ومن بين هذه الأسطح الشلالات المتجمدة، الصخور والصخور المغطاة بالمياه المتجمدة. يمكن أن تكون هذه الأسطح أيضًا مزيجًا من الجليد والصخور.